# ニュース2000
ニュース2000( - にせん)は、茨城放送で1999年4月5日から2001年3月31日まで放送された報道番組。
本項ではニュース2001に付いても記述する。
これまで放送されていた「IBSイブニングスコープ」を大幅にリニューアルし、夕方のワイド番組としては久しぶりの午後4時スタートとなる。なお、2001年1月1日放送分からニュース2001に再リニューアルされたが、内容は2000時代とほとんど変わっていない。

## パーソナリティー
月曜から木曜まで
- 田辺昭雄アナウンサー
- 藤田加奈子アナウンサー

金曜・土曜
- 高木圭二郎アナウンサー（1999年4月9日～1999年10月2日まで）
- 古瀬俊介アナウンサー（1999年10月8日～）
- 大和田憲子アナウンサー

## 放送時間
- 月曜日 - 金曜日 16時 - 17時55分
- 土曜日 - 17時 - 17時55分

## タイムテーブル(月曜日 - 金曜日)
- 16:00　オープニング
- 16:03　朝日新聞ニュースヘッドライン
- 16:05　茨城新聞ニュースヘッドライン
- 16:10　IBS交通情報
- 16:15　トゥデイ
- 16:30　テレマートラジオショッピング
- 16:40　首都圏ハイウェイ情報
- 16:42　天気予報
- 16:45　ちょっと気になる神道のお話（水曜）→土浦の民話（水曜）
- 17:00　朝日新聞ニュースヘッドライン
- 17:06　IBS交通情報
- 17:11　マイク・ウォッチ（月曜～木曜）
  - スポーツ・ウォッチ（金曜）
- 17:24　IBS交通情報
- 17:27　天気予報
- 17:31　ニュースフラッシュ
- 17:41　天気予報
- 17:45　IBS交通情報
- 17:48　エンディング

## タイムテーブル(土曜日)
- 17:00　オープニング
- 17:11　ニュース・ウォッチ
- 17:20　天気予報
- 17:24　IBS交通情報
- 17:27　ニュースフラッシュ
- 17:37　天気予報
- 17:40　IBS交通情報
- 17:43　エンディング

| 茨城放送 平日 夕方ワイド枠(16時台)                    | 茨城放送 平日 夕方ワイド枠(16時台) | 茨城放送 平日 夕方ワイド枠(16時台) |
| 前番組                                                | 番組名                             | 次番組                             |
| ----------------------------------------------------- | ---------------------------------- | ---------------------------------- |
| 気ままにアフタヌーン （1999年4月より15:55までに短縮） | ニュース2000 ↓ ニュース2001        | ビビっと茨城                       |
| 茨城放送 平日・土曜 夕方ワイド枠(17時台)              |                                    |                                    |
| IBSイブニングスコープ                                 | ニュース2000 ↓ ニュース2001        | ビビっと茨城                       |